# Хаффингтон, Арианна
Арианна Хаффингтон (Arianna Huffington, урождённая Ариадна-Анна Стассинопулос; род. 15 июля 1950, Афины) — греко-американский литератор, политический комментатор. Соосновательница и бывший главный редактор «The Huffington Post».

## Биография
Родилась в семье греческого газетовладельца. В 16 лет переехала в Англию, где затем получила степень по экономике в Кембридже (магистр искусств M.A., 1972). Там она стала первым студентом иностранного происхождения, возглавившим Кембриджский союз. После окончания университета жила в Лондоне, а в 1980 году переехала в США. Выйдя в 1986 году за Майкла Хаффингтона, с которым состояла в браке до 1997 года, осела в Калифорнии.
С 1990 года натурализовавшаяся гражданка США.
В 1994 году участвовала в безуспешной избирательной кампании своего супруга в Сенат США.
В 2003 году участвовала в выборах губернатора Калифорнии в качестве независимого кандидата, однако сняла свою кандидатуру.
В 2005 году стартовал веб-сайт «The Huffington Post», соосновательницей и главным редактором которого стала А. Хаффингтон.
В 2009 году заняла 12 место в списке самых влиятельных женщин в СМИ по версии «Forbes».
С 2011 года, после приобретения в том году «The Huffington Post» компанией AOL, А. Хаффингтон получила пост президента и главного редактора «The Huffington Post Media», объединившей «The Huffington Post» и затем вышедшие из AOL AOL Music, Engadget, Patch Media, StyleList.
В 2014 году заняла 52 место в списке самых влиятельных женщин по версии «Forbes».
В августе 2016 года было объявлено, что она оставит «The Huffington Post» для запуска «Thrive Global», посвящённого здоровью и хорошей форме (health-and-wellness).
В 2017 году возглавила направление связей с общественностью компании UBER.
Первоначально Хаффингтон выступила как республиканка. Однако затем её взгляды начали смещаться влево, что особенно выявилось начиная с её оппозиции вмешательству США в Югославской войне. Впоследствии она, в частности, активизировала свои усилия в борьбе с глобальным потеплением.
Автор книг, дебютировала в 1973 году.

## Сочинения
- The Female Woman (1973) ISBN 0-7067-0098-8
- After Reason (1978) ISBN 0-8128-2465-2
- Maria Callas: The Woman Behind the Legend (1981) ISBN 0-8154-1228-2
- The Gods of Greece (1993) ISBN 0-87113-554-X
- The Fourth Instinct (1994) ISBN 0-7432-6163-1
- Picasso: Creator and Destroyer (1996) ISBN 0-671-45446-3
- Greetings from the Lincoln Bedroom (1998) ISBN 0-517-39699-8
- How to Overthrow the Government (2000) ISBN 0-06-098831-2
- Pigs at the Trough (2003) ISBN 1-4000-4771-4
- Fanatics & Fools (2004) ISBN 1-4013-5213-8
- On Becoming Fearless...In Love, Work, and Life (2007) ISBN 978-0-316-16682-9
- Right is Wrong: How the Lunatic Fringe Hijacked America, Shredded the Constitution, and Made Us All Less Safe (2008) ISBN 978-0-307-26966-9
- Third World America: How Our Politicians Are Abandoning the Middle Class and Betraying the American Dream (2010) ISBN 978-0-307-71982-9
- Thrive: The Third Metric to Redefining Success and Creating a Life of Well-Being, Wisdom, and Wonder (2014) ISBN 978-0-804-14084-3
- The Sleep Revolution: Transforming Your Life, One Night at a Time (2016) ISBN 978-1-101-90400-8